# Ayelech Worku
Ayelech Worku (12 giugno 1979) è un'ex mezzofondista etiope.

## Palmarès

### Mondiali
- 2 medaglie:
  - 2 bronzi (Siviglia 1999 nei 5000 m piani; Edmonton 2001 nei 5000 m piani)

### Giochi panafricani
- 2 medaglie:
  - 1 oro (Johannesburg 1999 nei 5000 m piani)
  - 1 argento (Harare 1995 nei 5000 m piani)

## Campionati nazionali
1999
- Oro ai campionati etiopi, 5000 m piani - 15'32"40

2001
- Oro ai campionati etiopi, 5000 m piani - 15'54"11

## Altre competizioni internazionali
1997
- 6ª al Golden Gala ( Roma), 5000 m piani - 15'18"19
- Bronzo alla Cinque Mulini ( San Vittore Olona) - 17'25"

1998
- 7ª al Golden Gala ( Roma), 5000 m piani - 15'12"43

2000
- Oro al British Grand Prix ( Londra), 5000 m piani - 14'41"23
- 4ª al Bauhaus-Galan ( Stoccolma), 5000 m piani - 14'45"50
- Oro al Cross de l'Acier ( Leffrinckoucke)

2006
- 5ª alla Maratona di Amsterdam ( Amsterdam) - 2h31'11"

2007
- Bronzo alla Maratona di Amsterdam ( Amsterdam) - 2h30'15"
- Oro alla Maratona di Hannover ( Hannover) - 2h29'14"
- 10ª alla Mezza maratona di Lisbona ( Lisbona) - 1h15'50"
- Argento alla Mezza maratona di Parigi ( Parigi) - 1h11'02"

2010
- 8ª alla Maratona di Amsterdam ( Amsterdam) - 2h35'09"